# Encyclopédie internationale des photographes de 1839 à nos jours
L'encyclopédie internationale des photographes de 1839 à nos jours est un dictionnaire bibliographique des photographes.

## Quelques photographes référencés
- Felice Beato
- Yasuhiro Ishimoto
- Christiane Barrier
- Walter Bentley Woodbury
- Frères Plumier
- Jacques Pugin
- Wilhelm Benque
- Jean-Marc Tingaud
- Hervé Rabot